# سيرجي ليتفينوف (رياضي مواليد 1986)
سيرجي سيرجيفيتش ليتفينوف (بالروسية: Sergey Sergeyevich Litvinov) هو رامي مطرقة روسي ولد في يوم 7 يناير 1986 في مدينة روستوف في روسيا، مثل دول مختلفة منذ بداية مشواره الرياضي، حيث مثل بيلاروسيا من سنة 2004 إلى سنة 2007 ومثل ألمانيا في سنة 2009 ومثل روسيا من سنة 2011 إلى سنة 2015 وفي سنة 2017 أصبح رياضي منفرد، سيرجي ليتفينوف هو ابن البطل الأولمبي في رمي المطرقة سيرجي ليتفينوف، أفضل رقم شخصي سجله هو 80.98 متر وألذي سجله في سنة 2012، وأبرز إنجازاته كان فوزه بالميدالية البرونزية في بطولة أوروبا لألعاب القوى 2014 في زيورخ.

## روابط خارجية
- سيرجي ليتفينوف على موقع الاتحاد الدولي لألعاب القوى (الإنجليزية)
- سيرجي ليتفينوف على موقع اللجنة الأولمبية الدولية (الإنجليزية)